# 石脇城
石脇城（いしわきじょう）は、静岡県焼津市石脇下字山崎にあった日本の城。1476年（文明8年）頃から1487年（長享元年）にかけて伊勢新九郎盛時（のちの北条早雲）が滞在した城とされる。

## 概要
静岡県中部、静岡平野と志太平野を分断する山塊の一峰、高草山の南側山裾から、瀬戸川の沖積地へ張り出す標高20～30メートルの小丘を縄張とする平山城である。曲輪があった平坦面は「城山八幡宮」と「大日堂」と言う寺社の堂宇が建てられているが、その背後などに腰曲輪、土塁、竪堀、虎口などの遺構が残存する。
伊勢盛時（北条早雲）は、駿河の守護・今川義忠の正室北川殿の弟（または兄）であり、1476年（文明8年）に今川義忠が戦死し後継争いの内紛が発生した際、幕府の命により駿河に下向している。伊豆国江梨郷の江梨鈴木氏文書中の大道寺盛昌書状に「御入国前後の忠節」や「数ケ度之忠節後感状数通拝領」により「其郷（江梨）不入子細者、早雲寺殿様駿州石脇御座候時より申合」とあり、江梨鈴木氏が早雲による伊豆討ち入り前後の忠節により不入の特権を得たとの内容であるが、このころ早雲が駿河国石脇城を居城としていたこともこの書状から知られる。
盛時は義忠の子・龍王丸（今川氏親）の擁立に成功し、1487年（長享元年）には龍王丸の政敵小鹿範満を討って富士郡下方荘を与えられ、駿河東部へ移動したと考えられることから、石脇の廃城はこの頃と考えられているが、引き続き当城に居住したとする説もある。